# Simon Sudbury
Simon Sudbury, también llamado Simon Theobald de Sudbury y Simon of Sudbury (nació cerca de 1316; y murió asesinado en la Revuelta de los campesinos el 14 de junio de 1381) fue Obispo de Londres desde 1361 a 1375, Arzobispo de Canterbury desde 1375 hasta su muerte, y el último año de su vida fue Lord Chancellor de Inglaterra.

## Vida
Hijo de Nigel Theobald, Sudbury (como posteriormente fue conocido) nació en Sudbury en Suffolk, estudió en la Universidad de París y llegó a ser uno de los capellanes del Papa Inocencio VI, uno de los Papas de Aviñón, quien en 1356 lo envió en una misión a Eduardo III de Inglaterra.
En 1361 Sudbury fue hecho Canciller de Salisbury y en octubre de ese año el Papa lo nombró Obispo de Londres, aunque la consagración de Sudbury se produjo el 20 de marzo de 1362. Pronto estuvo al servicio de Eduardo III como embajador y otros puestos. El 4 de mayo de 1375 sucedió a William Whittlesey como arzobispo de Canterbury, y durante el resto de su vida fue partidario de Juan de Gante.
En julio de 1377, tras la muerte de Eduardo III en junio, Sudbury coronó al nuevo rey, Richard II en la Abadía de Westminster, y en 1378 apareció ante él John Wyclif en el Palacio de Lambeth, aunque sólo pudo sancionar levemente a Wycliff por los contactos que el reformador poseía.
En enero de 1380 Sudbury se convirtió en Lord Chancellor de Inglaterra, y la Revuelta de los Campesinos lo consideran como el principal autor de sus males. Después de haber liberado al sacerdote John Ball de la prisión de Maidstone, los insurgentes kentianos atacaron y dañaron las propiedades del arzobispo en Canterbury y Lambeth; entonces lo persiguieron hasta la Torre de Londres, donde fue capturado. Tan impopular era Sudbury que los guardianes simplemente dejaron cruzar las puertas a los campesinos rebeldes.

### Muerte
Sudbury fue arrastrado hasta Tower Hill y decapitado el 14 de junio de 1381, dándole ocho golpes en el cuello. Su cuerpo fue luego enterrado en la Catedral de Canterbury, aunque su cabeza, después de ser bajada del Puente de Londres, donde estaba expuesta, aún se conserva en la iglesia de St Gregory en Sudbury, Suffolk, cuya iglesia había reconstruido él mismo. Junto a su hermano, John de Chertsey, también fundaron un colegio en Sudbury; y algunas otras edificaciones en Canterbury. Su padre era Nigel Theobald, por lo que a veces era llamado Simon Theobald o Tybald.
En marzo de 2011 se realizó una tomografía computarizada del cráneo momificado de Sudbury en el Hospital West Suffolk para hacer una reconstrucción facial, la cual fue completada en septiembre de 2011 por el experto forense Adrienne Barker de la Universidad de Dundee.